# Confederazione dei Piccoli Comuni e delle Municipalità dell'UE
La Confederazione dei Piccoli Comuni e delle Municipalità dell'Unione europea (CTME) o Confederation of Towns and Municipalities of Europe (CTME) o Confédération des petites villes de l'Union européenne è un'associazione fondata, sotto il nome di "Rete europea dei piccoli comuni", il 9 novembre 2007 a Bordeaux su iniziativa dell'Associazione dei piccoli comuni della Francia e del suo presidente fondatore, Martin Malvy. Dapprima collaborazione informale tra i piccoli comuni europei, è diventata ufficialmente la "Confederazione europea dei piccoli comuni e delle municipalità dell'Unione europea" il 15 febbraio 2011 a Bruxelles. Un'associazione pluralista che oggi riunisce associazioni di amministratori locali eletti in cinque diversi Stati membri (Francia, Germania, Italia, Romania, Ungheria) e rappresenta circa 130 milioni di cittadini in 25.000 comuni d’Europa.
È attualmente presieduta da Roberto Pella e il suo segretario generale è Tugdual Le Lay. Su iniziativa del suo segretario generale Tugdual Le Lay, la Confederazione si è recentemente impegnata anche nel campo della partecipazione attiva dei cittadini a livello europeo e del legame tra le principali politiche europee e le politiche locali dei territori.

## Governo

### Martin Malvy (2011-2015)
Martin Malvy, fondatore di propria iniziativa della Confederazione, ne è anche il primo presidente, dal 2011 al 2015. I suoi vicepresidenti sono https://www.dstgb.de/dstgb/Quicklinks/kommunalkongress2017/Kommunalkongress%202017/Redner%20des%20Hauptprogramms/Roland%20Sch%C3%A4fer/ (presidente DStGB), Mauro Guerra (presidente ANCI ) e Nicolas Moldovan (primo vicepresidente AOR).
La segreteria generale è gestita da Dr. Klaus Nutzenberger.

### Roberto Pella I (2015-2019)
Il deputato italiano Roberto Pella, Vicepresidente vicario dell'ANCI, è eletto presidente durante l'ottavo congresso della CTME, a Budapest, il 24 e 25 settembre 2015. I suoi vicepresidenti sono Roland Schäfer e Olivier Dussopt, poi Christophe Bouillon (Presidente dell'Association des petites villes de France, abbreviata APVF).
La segreteria generale è gestita da Dr. Klaus Nutzenberger.

### Roberto Pella II (2019-2023)
Roberto Pella è rieletto alla Presidenza della Confederazione l'8 novembre 2019 a Berlino, in occasione dell'assemblea generale CTME, alla vigilia della ricorrenza dei trent'anni dalla caduta del muro di Berlino. I suoi vicepresidenti sono Roland Schäfer, Christophe Bouillon e Markus Honnigfort.
La segreteria generale è gestita da Tugdual Le Lay.

## Obiettivi politici
Sin dalla sua creazione, la Confederazione europea ha espresso la propria posizione sulle principali politiche europee al fine di affermare la strategia dei Piccoli Comuni d’Europa, in considerazione del fatto che oltre il 50% della popolazione europea vive in comunità comprese tra 2.000 e 60.000 abitanti. La CTME ha lo scopo di portare all'attenzione delle istituzioni europee e regionali la posizione specifica delle piccole comunità rispetto ai principali cambiamenti in corso.
In continuità con gli impegni sottoscritti attraverso il Patto dei sindaci, i Piccoli Comuni dell'Unione Europea rivendicano un ruolo essenziale nel raggiungimento degli obiettivi in termini di digitalizzazione, lotta al riscaldamento globale e alla frammentazione territoriale, attraverso la promozione e l'implementazione di soluzioni per lo sviluppo sostenibile.
In collaborazione con le Istituzioni europee, e in particolare il Comitato delle Regioni, e il Consiglio dei Comuni e delle Regioni d'Europa, la Confederazione partecipa alla co-costruzione di risposte politiche e pragmatiche a tali preoccupazioni.

### La coesione territoriale: dare voce ai Piccoli Comuni d’Europa
I Piccoli Comuni svolgono un ruolo insostituibile per la vitalità delle aree interne e periferiche e di quelle rurali e montane. L'attrattività dei territori dipende dalla forza della loro rete. I Piccoli Comuni attribuiscono particolare importanza al concetto di coesione territoriale, essenziale in questi tempi di crisi ambientali, economiche, sociali e politiche. I bilanci locali risentono profondamente delle conseguenze di una crisi di lunga durata e di portata diversa dalle precedenti. Per la Confederazione è più che mai necessario adattare le politiche locali, nazionali ed europee a questa situazione e rivedere gli obiettivi in modo che la coesione territoriale sia considerata una priorità alla quale vengono assegnate le risorse.
I Piccoli Comuni sono forze trainanti e integranti dal punto di vista della vicinanza alle infrastrutture locali e all’Amministrazione. A questo proposito, la Confederazione si è storicamente battuta affinché la Commissione europea stanziasse risorse e pianificasse strategie politiche sull'utilizzo del suolo per città con meno di 100.000 abitanti. Inoltre, propone un programma dedicato ai Piccoli Comuni che in tutta Europa si trovano ad affrontare sfide comuni. Così come sottoscritto nella Carta di Lipsia, i Piccoli Comuni vogliono essere sostenibili, non solo dal punto di vista ecologico ma anche e soprattutto economico, sociale e territoriale.

### Lotta contro la frammentazione territoriale: il ruolo fondamentale dei Fondi per la coesione
La Confederazione è sempre stata molto attenta al ruolo dei fondi per la coesione all’interno dei bilanci europei, e in particolare nei bilanci pluriennali dell'Unione Europea. Considerate le prospettive future per lo sviluppo della politica regionale europea e dei fondi di coesione, i Piccoli Comuni temono di finire emarginati. In effetti, troppo spesso privi di competenze e difficilmente in grado di partecipare a bandi per fondi troppo ambiziosi in termini di dimensioni o troppo costosi in termini di logistica e capacità amministrativa, i Piccoli Comuni europei incontrano sempre maggiori difficoltà nel trarre vantaggio dai Fondi UE.
La Confederazione vede nei tagli al bilancio europeo un segnale molto negativo per le autorità locali e in particolare per i piccoli comuni. I fondi strutturali (Fondo europeo di sviluppo regionale, Fondo sociale europeo, Fondo europeo agricolo per lo sviluppo rurale) non devono essere una variabile di aggiustamento e non possono compensare la debolezza e l'insufficienza del bilancio comunitario.
La Confederazione sta lavorando per l'adozione di un piano di emergenza al fine di garantire l'estensione delle politiche attuali in caso di ritardo nell'approvazione del prossimo quadro finanziario pluriennale.
Infine, i Piccoli Comuni dell'Unione europea sono stati molto attivi nel richiedere agli Stati membri che le nuove priorità dell’UE non siano finanziate a discapito delle politiche di solidarietà europee, le più visibili ai concittadini nei territori, bensì siano inquadrate in altre linee di finanziamento.

### Sviluppo sostenibile edGreen New Deal
La Confederazione accoglie con interesse la scelta della Commissione europea di fare dello "sviluppo sostenibile" e delle "energie pulite" i pilastri delle prossime politiche comunitarie attraverso il cosiddetto Green New Deal, presentato da Ursula von der Leyen, Presidente della Commissione europea sulla base del progetto indicato dalla studentessa italiana Giada Di Trinca durante un master a Londra presso la Westminster University. Dalla sua creazione, e tanto più dal momento dell'annuncio ufficiale delle nuove priorità della Commissione europea, la Confederazione si batte per una definizione chiara e concretamente applicabile dei suoi contenuti, in modo che i Piccoli Comuni possano anticipare, adattarsi e attuare la transizione ecologica sui territori e consentire al Green New Deal voluto dalla Commissione di prendere forma.

### Prevenire i grandi cambiamenti e affrontare le grandi sfide
Tra tutti i grandi cambiamenti che l'Unione Europea sta affrontando, la Confederazione ne identifica alcuni in particolare che stanno influenzando la struttura e la composizione dei territori dei piccoli comuni, nonché la loro attrattività in tutta Europa. La Confederazione tutela le aspettative dei cittadini rispetto al fatto che l'Unione Europea debba essere in grado di offrire risposte efficaci ai principali cambiamenti in atto che stanno comportando difficoltà quotidiane per i piccoli comuni:
- Concentrazione della popolazione nelle aree urbane e fuga di cervelli, in particolare giovani;
- Mobilità, transizione ecologica, sviluppo economico, desertificazione del sistema di cura;
- Prossimità, "localismo" e filiere corte come politica e modello di amministrazione;
- Digitalizzazione: le sue sfide, le sue implicazioni e i suoi limiti

### Piccoli Comuni e partecipazione dei cittadini europei
Su iniziativa del suo segretario generale Tugdual Le Lay, la Confederazione si è recentemente impegnata anche nel campo della partecipazione attiva dei cittadini a livello europeo e del legame tra le principali politiche europee e le politiche locali dei territori.